# Église Sainte-Léocadie de Sainte-Léocadie
Pour les articles homonymes, voir église Sainte-Léocadie.
L'église Sainte-Léocadie de Sainte-Léocadie est une église romane située à Sainte-Léocadie, dans le département français des Pyrénées-Orientales. L'église est classée au titre des monuments historiques par arrêté du 1er mars 1960.

## Architecture

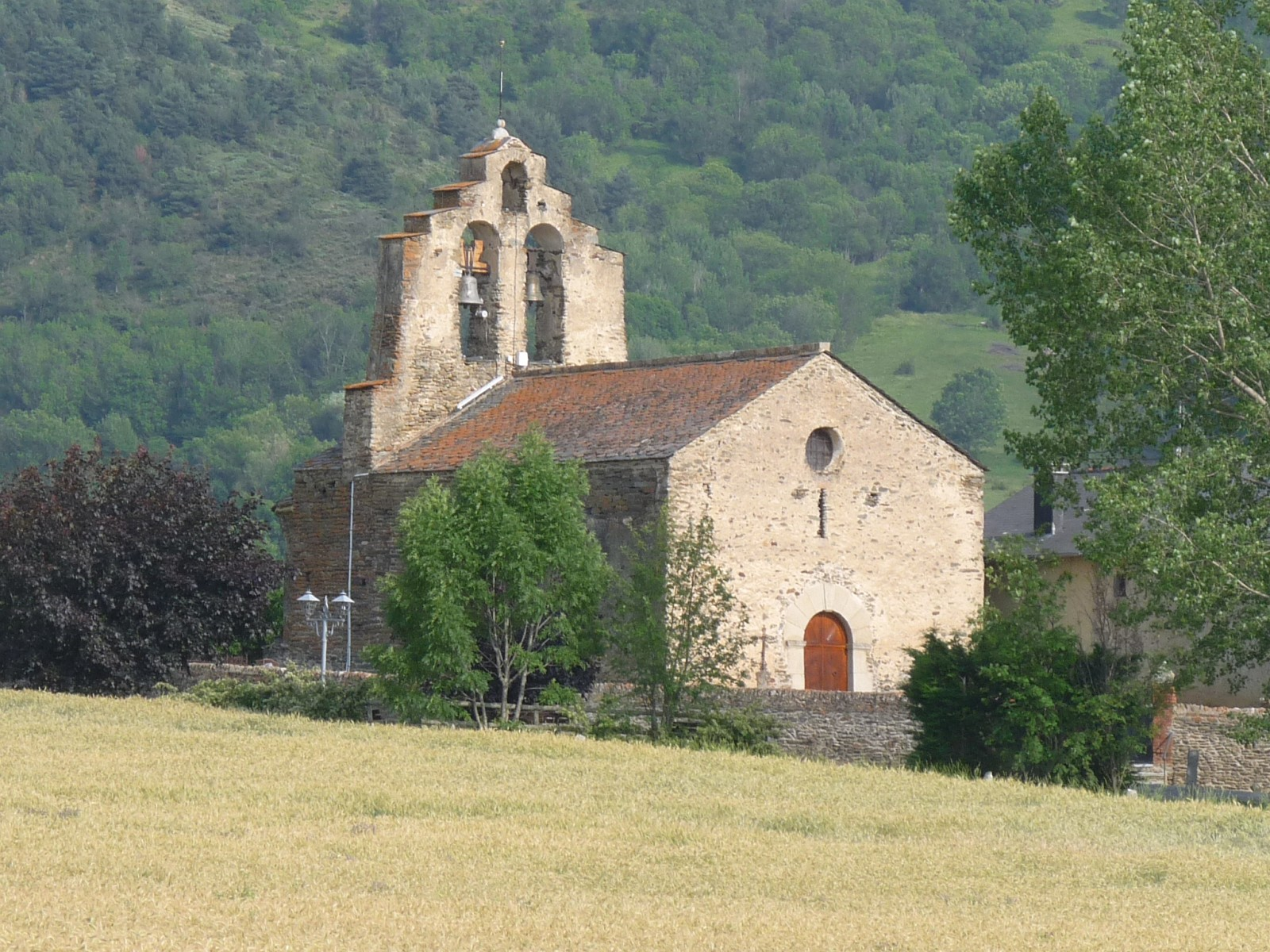
Vue du nord-ouest
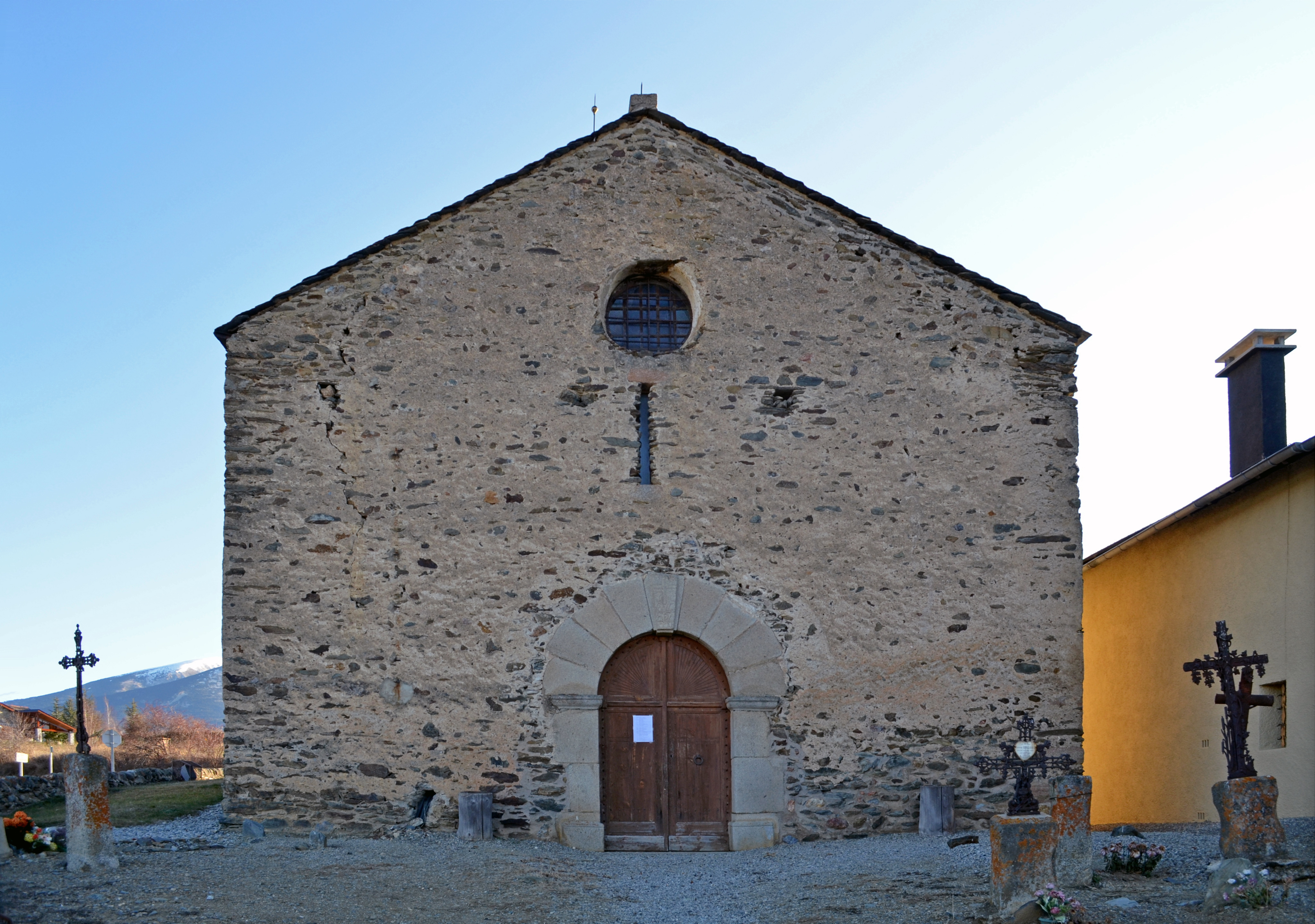
La façade
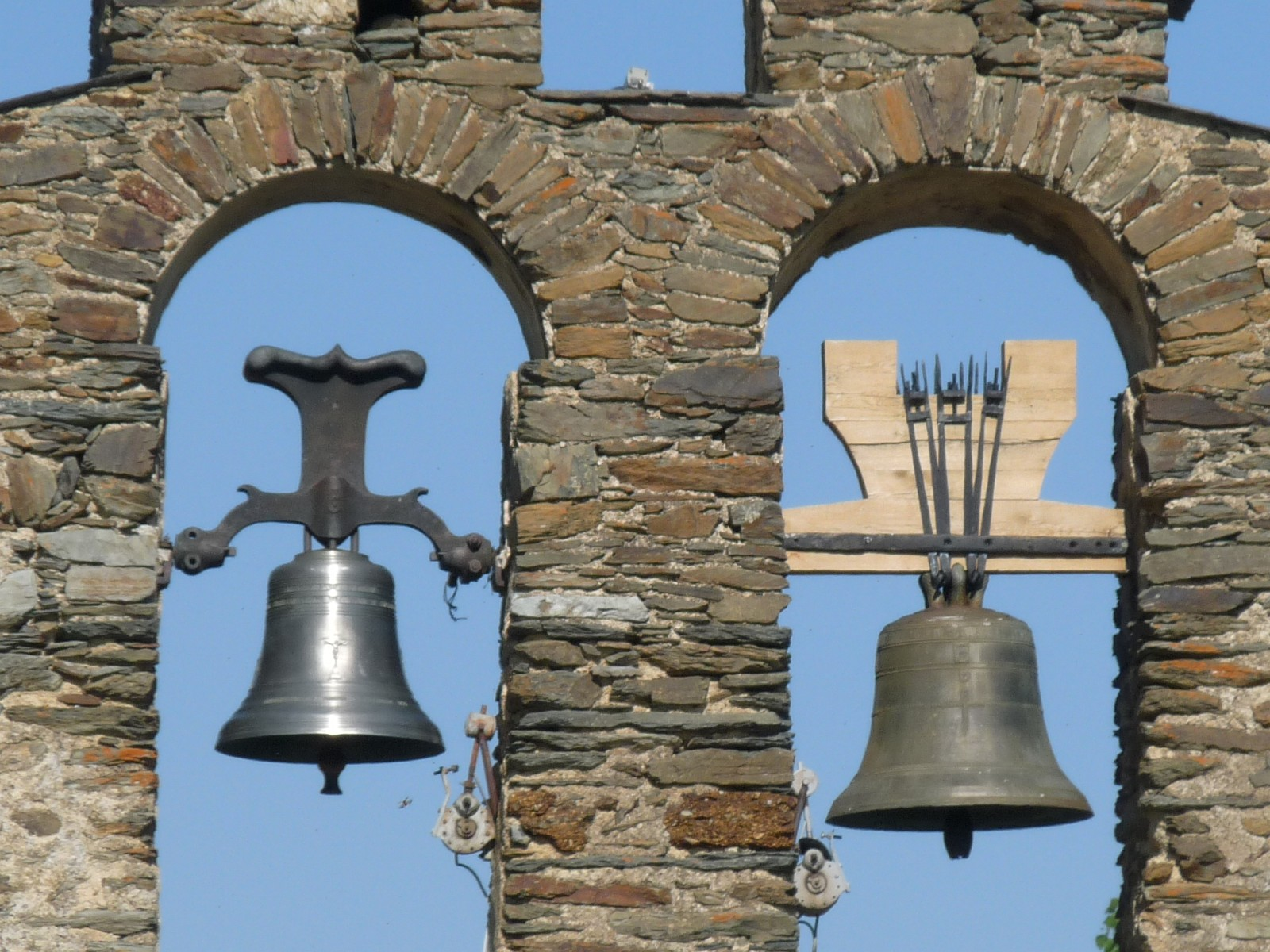
Les cloches